# Karýdi (Sitía, Lassithi)
Karýdi, en grec moderne : Καρύδι, est un village du dème de Sitía, en Crète, en Grèce. Selon le recensement de 2011, la population de Karýdi compte 43 habitants. Le village est situé à une altitude de 600 m et à une distance de 23,5 km de Sitía.

## Recensements de la population
| Recensements | 1900 | 1920 | 1928 | 1940 | 1951 | 1961 | 1971 | 1981 | 1991 | 2001 | 2011 |
| ------------ | ---- | ---- | ---- | ---- | ---- | ---- | ---- | ---- | ---- | ---- | ---- |
| Population   | 228  | 214  | 291  | 358  | 302  | 282  | 257  | 142  | -    | 51   | 43   |